# Natty Tardivel
Pour les articles homonymes, voir Tardivel.
Nathalie Tardivel, également connue sous le nom de Natty Belmondo,  née le 5 janvier 1965 à Paris 13e, est une danseuse et comédienne française.

## Biographie
Elle se passionne très tôt pour la danse et envisage d'en faire son métier. Elle intègre alors la compagnie de ballets du danseur et chorégraphe Redha. Par la suite, l'animateur Stéphane Collaro la remarque et lui propose de devenir « coco-girl » dans ses émissions Coco-Boy puis Cocoricocoboy et Mondo Dingo, de 1985 à 1987.
Elle confie qu'à l'âge de 10 ans (en 1975), elle demande un autographe à l'acteur français Jean-Paul Belmondo, son futur mari, croisé boulevard des Capucines à Paris, au bras d'une femme qu'elle considère être Ursula Andress. Quatorze ans plus tard (en 1989), elle le rencontre dans les loges VIP de Roland-Garros.

## Vie privée
Elle est la compagne de Jean-Paul Belmondo de 1989 à 2008. En 2001, lorsque l'acteur est victime d'un AVC, elle est connue comme l'un de ses principaux soutiens.

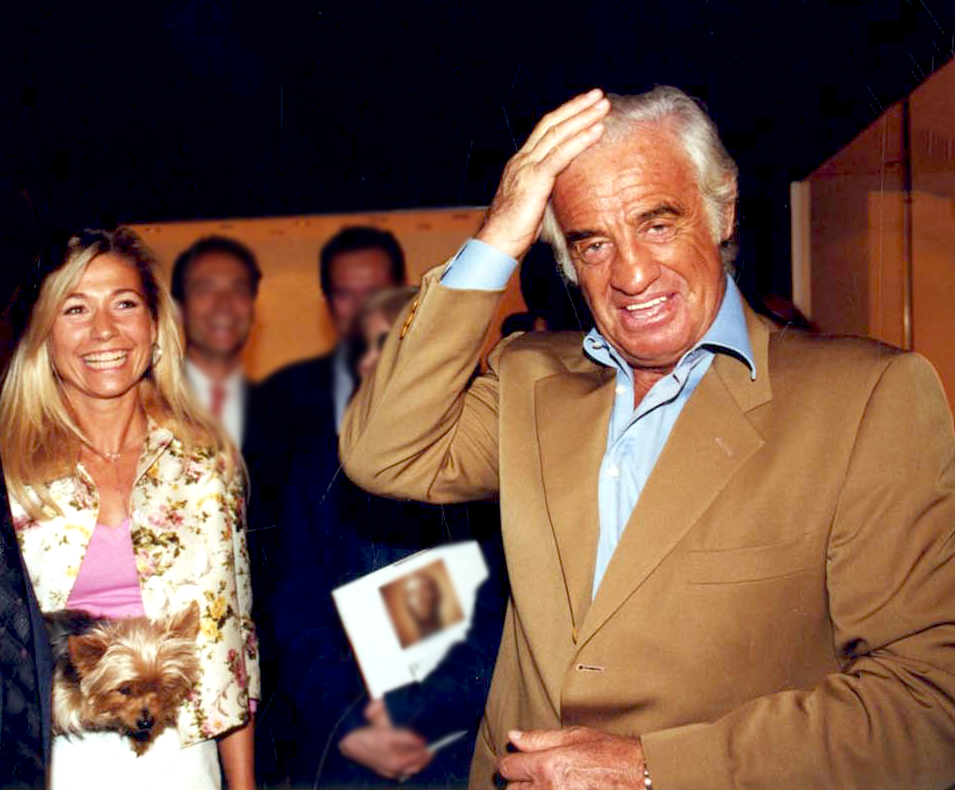
Jean-Paul Belmondo et sa compagne Natty en 2000, à Toulouse.

Le couple se marie le 29 décembre 2002, et Natty Tardivel donne naissance en août 2003 à une fille prénommée Stella. Le divorce de Natty et Jean-Paul Belmondo est rendu public le 5 septembre 2008. Ils tiennent cependant à rester tous deux voisins pour élever au mieux leur fille.
En août 2009, le trio reçoit des lettres de menaces de mort et porte plainte.

## Filmographie

### Cinéma
- 1995 : Les Misérables de Claude Lelouch : Germaine